# Valkeajärvi (sjö i Jämsä, Mellersta Finland, 61,77 N, 24,87 Ö)
Valkeajärvi är en sjö i kommunen Jämsä i landskapet Mellersta Finland i Finland. Sjön ligger 115,7 meter över havet. Arean är 1,17 kvadratkilometer och strandlinjen är 9,39 kilometer lång. Sjön  ingår i Kumo älvs huvudavrinningsområde.   Den ligger omkring 68 kilometer sydväst om Jyväskylä och omkring 180 kilometer norr om Helsingfors. 